# Маркграфство Австрия
Маркграфството Австрия, също Източната Марка или Остмарк (на латински: marchia Austriae, Marcha Orientalis, marchia Orientalis; на немски: Ostmark; на латински: Marchia orientalis), е държава в Свещената Римска империя през 976–1156 г.
Маркграфството Австрия е от началото на 9 век до унгарските нападения през 907 г. източна префектура на Херцогство Бавария.
Карл Велики създава 791-803 г. гранични марки за пазене на новите завладени от него територии, като Аварската марка и Марка Каринтия. В походите му 791–796 и 803 г. Карл Велики в съюз с българския Хан Крум побеждава аварите и увеличава територията на Аварската марка до Панония.
Карл Велики поставя тъста си Геролд I († 795, Геролдони), след свалянето на Тасило III през 788 г. префект в Бавария, за маркграф на Аварската марка.
През 870-те години Баварската и другите марки са били обединени под властта на Арнулф Каринтийски, който става през 896 г. император на Свещената Римска империя.
Около 960 г. се създава Маркграфство Австрия или Източната марка от земите на западна Долна Австрия и източната част на Горна Австрия. Първият маркграф става през 976 г. Леополд I от династията Бабенберги. Според Privilegium minus през 1156 г. Австрийската гранична марка е издигната до херцогство и придобива пълна независимост от Бавария.

## Маркграфовена Маркграфство Австрия (Marcha orientalis)
- Вилхелм II и брат му Енгелшалк I (871)
- Арибо I (871-909)
- Буркхард (955-976)
- Леополд I Лиутполд I, (976-994)
- Хайнрих I (994-1018)
- Адалберт (1018-1055)
- Ернст (1055-1075)
- Леополд II Красивия (1075-1095)
- Леополд III Светия (1095-1136)
- Леополд IV маркграф на Marcha orientalis, херцог на Бавария (от 1139 до 1136, 1141)
- Хайнрих II Язомиргот, маркграф на Marcha orientalis (до 1156), херцог на Бавария (1141-1156)